# Ken’ichi Takahashi
Ken’ichi Takahashi (jap. 高橋 健一, Takahashi Ken’ichi; * 16. Januar 1973 in Kazuno) ist ein ehemaliger japanischer Langstreckenläufer, der seine größten Erfolge im Straßenlauf hatte.
1996 gewann er den 30-km-Lauf von Kumamoto und 1997 die 10-Meilen-Läufe von Karatsu und Kōsa. 1998 siegte er beim Sydney-Marathon.
2000 gewann er die letzte Austragung des Tokio-Halbmarathons mit der japanischen Rekordzeit von 1:00:30 h und siegte erneut in Kumamoto und Karatsu. Beim Sendai-Halbmarathon wurde er Zweiter.
2001 wurde er Zweiter beim Kagawa-Marugame-Halbmarathon und siegte beim Tokyo International Men’s Marathon sowie beim Sendai-Halbmarathon. Beim Marathon der Leichtathletik-Weltmeisterschaften in Edmonton kam er auf den 26. Platz.
Bei den Crosslauf-Weltmeisterschaften 2005 belegte er Rang 69.

## Persönliche Bestzeiten
- 10.000 m: 28:11,18 h, 25. April 1999, Kōbe
- 10-Meilen-Straßenlauf: 45:48 min, 13. Februar 2000, Karatsu
- Halbmarathon: 1:00:30 h, 10. Januar 2000, Tokio
- 30-km-Straßenlauf: 1:29:46 h, 25. Februar 1996, Kumamoto
- Marathon: 2:10:51 h, 18. Februar 2001, Tokio